# Jef Boudens
Jozef Leon Marie (Jef) Boudens (Brugge, 19 maart 1926 – aldaar, 28 juli 1990) was een Belgische graficus, tekenaar en kalligraaf. 

## Biografie
Jef Boudens werd geboren in het gezin van Albert Boudens (1887-1985) en Augusta De Groote (1887-1956) in Brugge. Boudens volgde zijn opleiding aan het Hoger Instituut Sint-Lucas te Gent. Hij studeerde aanvankelijk  architectuur studeerde maar overschakelde over naar grafiek. Zijn specialisatie was schrift en letterkunst. 
Hij was docent aan de academie van Roeselare en het Hoger Instituut Sint-Lucas te Gent.   
Boudens was in Vlaanderen een pionier van de kalligrafie en gelegenheidsgrafiek. Hij behoorde tot een jongere generatie Vlaamse grafici, tekenaars en kalligrafen die in het spoor traden van o.a. Jos Speybroeck, Armand Panis en Jos de Swert.  Met Arno Brys, Luc Verstraete, Daan van Severen, Ernest Verkest, Michiel Anneessens en Jef Bultynck vormde hij binnen de Sint-Lukaskring in Gent de vereniging 'Die Ghenootscap'. Boudens had een leidende rol in deze beweging, die Vlaamsgezind en christelijke geïnspireerd was.   
Boudens schreef drie boeken over schriftkunst, waarvan één in het Frans.  In 1960 publiceerde hij zijn 'Schrift- en Letterboek' waarin hij stelde dat schrijven niet alleen iets praktisch was, maar ook een zaak van schoonheid. 
Hij trouwde in 1953 met kunstenares Dymphna Uleyn (Esen, 1929 – Brugge, 2012). Het gezin had in Brugge een winkel, kunsthandel Die Swaene. De kinderen ontwikkelden zich alle vijf tot 'letterkunstenaars'.
- Digitale Bibliotheek voor de Nederlandse Letteren: boud039
- Gemeinsame Normdatei: 1050425952
- Virtual International Authority File: 308202118